# 黛博拉·沃伦
黛博拉·沃伦（Deborah Warren，1959年—2014年10月13日），是一名阿根廷的戏剧家、电视和电影演员。1979年开始参与荧幕表演，之后出现大量戏剧和电视作品。
2014年10月13日，因癌症去世，享年55岁。